# کیث ردمن
کیث ردمن (انگلیسی: Keith Redmon؛ زادهٔ) تهیه‌کننده سینما و تلویزیون اهل ایالات متحده آمریکا است. او بیشتر به خاطر تهیه‌کنندگی فیلم برخاسته از گور شناخته می‌شود.

## فیلم ها
- ۲۰۰۷: استرداد (فیلم ۲۰۰۷) - (مدیر اجرایی تولید)
- ۲۰۱۱: سگ‌آبی (فیلم) - (تهیه کننده)
- ۲۰۱۲: آخرین الویس - (مدیر اجرایی تولید)
- ۲۰۱۳: منظره مسیر (مدیر اجرایی تولید)
- ۲۰۱۵: بازگشته (فیلم ۲۰۱۵) - (تهیه کننده)
- ۲۰۱۶: تریپل ناین (فیلم) - (تهیه کننده)